# اسپریت آو نیوزلند
اسپریت آو نیوزلند (به انگلیسی: Spirit of New Zealand) یک کشتی است که طول آن ۴۵٫۲ متر (۱۴۸ فوت) می‌باشد. این کشتی در سال ۱۹۸۶ ساخته شد.